# Sebastiaan van Noyen

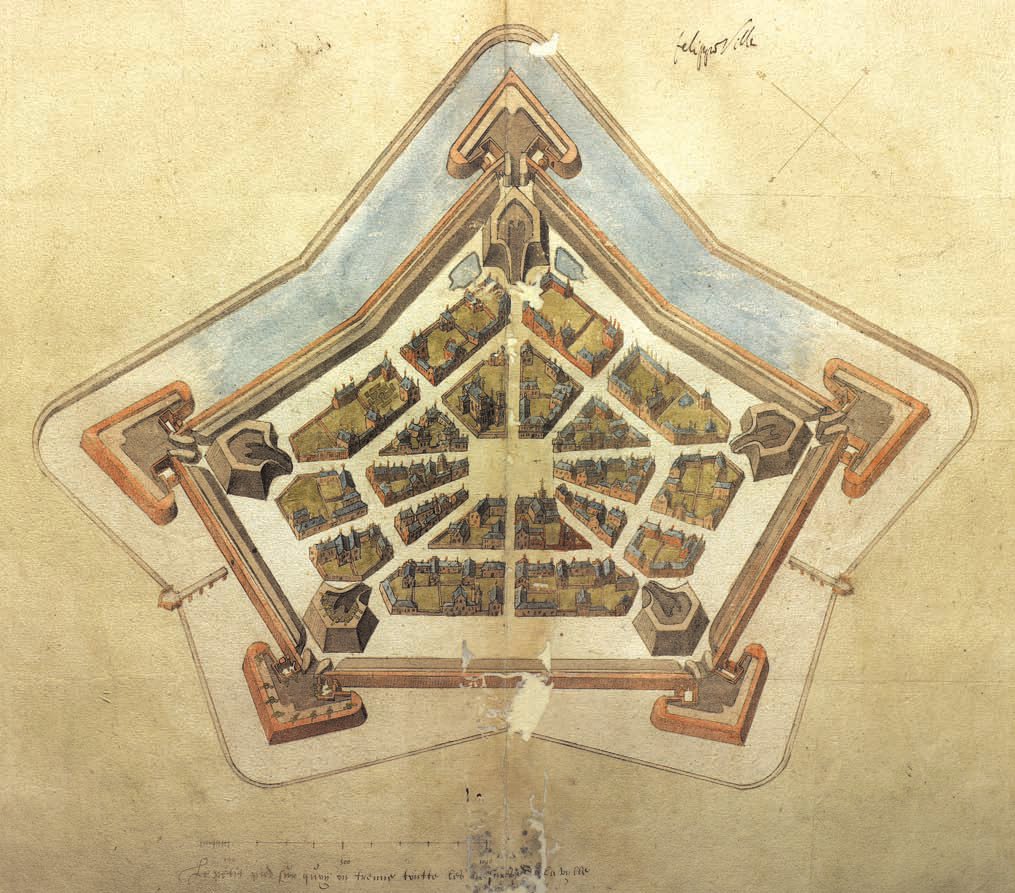
Plan van Philippeville toegeschreven aan Van Noyen (1555)

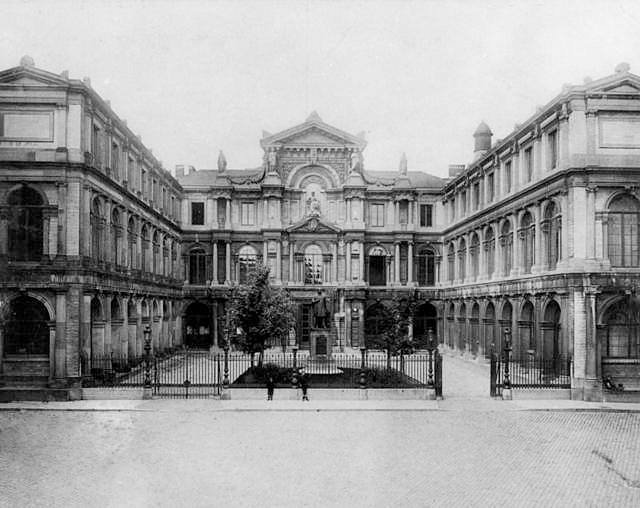
Het Granvellepaleis, afgebroken in 1931, was een vroege manifestatie van zuivere Italiaanse renaissancearchitectuur in de Nederlanden.

Sebastiaan van Noyen (Utrecht, 27 maart 1523 – Brussel, 3 juni 1557) was een architect, stedenbouwkundige en vestingbouwer actief in de Spaanse Nederlanden. Hoewel jong gestorven, drukte hij zijn stempel als ontwerper van de versterkte steden Philippeville, Hesdin en Charlemont en waarschijnlijk ook van het Brusselse Granvellepaleis.

## Levensloop
Van Noyen was verwant aan het Brabantse bouwmeestersgeslacht Keldermans, bij wie hij naar alle waarschijnlijkheid zijn opleiding genoot. De laatste telg van het geslacht, Marcelis Keldermans, was uitgeweken naar Utrecht. Van Noyen trok naar het zuiden en trad in dienst van kardinaal Granvelle, voor wie hij wellicht in Brussel een prachtig renaissancepalazzo ontwierp (gebouwd in de periode 1550-1555). Ook het imposante paleis dat dezelfde kerkvorst liet optrekken in Besançon is vermoedelijk van zijn hand. De toeschrijving aan Van Noyen is gebaseerd op zijn betrekking bij de kardinaal en de Romereis die hij ondernam begin jaren '50, een periode waarin Michelangelo en Vignola de koergevels van het Palazzo Farnese afwerkten. Zeker is dat de kardinaal Van Noyens reis sponsorde om de Thermen van Diocletianus nauwkeurig op te tekenen. Het resultaat werd door de gebroeders Van Doetecum overgenomen op 27 koperplaten en postuum gepubliceerd door Hiëronymus Cock (1558). Met de prestigieuze uitgave toonde de Antwerpse drukker dat hij tot de Europese top behoorde.
Naast zijn civiele werk was Van Noyen al vroeg actief als militair architect. Aanvankelijk was hij in dienst van keizer Karel V adviseur van diens Italiaanse hoofdingenieur Donato de' Boni. Na 1552 is Van Noyen hem opgevolgd en kreeg hij de titel Ingéniaire des ouvraiges de l'empereur en ses pays d'embas. Onder koning Filips II was hij regis architectus generalis. Hij reisde het land af om versterkingen te inspecteren, te verbeteren en te ontwerpen. In 1551 nam hij de stadswallen van Maastricht onder handen met Donato de' Boni en Giovanni Maria Ogliati, een andere Italiaanse vestingbouwkundige die door het Brusselse hof was aangetrokken. Het uitbreken van de Italiaanse Oorlog bezorgde hem veel werk. In december 1551 had Van Noyen een leidende rol in het beleg van Metz. Hij werkte in Luxemburg, Aarlen en andere plaatsen in de Ardennen. Twee jaar later was hij terug in Aarlen in het gezelschap van generaal Maarten van Rossum. Hij versterkte Kamerijk, inspecteerde Bergen en stelde nieuwe plannen op voor Namen. Op last van landvoogd Emanuel Filibert van Savoye versterkte hij in 1554 Renty en leidde hij de heropbouw van Luxemburg, waar een ontploffing in een kruitmagazijn grote verwoesting had aangericht. Ook in Mariembourg, Bapaume en Meigny (Magny bij Hesdin) was Van Noyen actief. Onder zijn belangrijkste werk waren de drie versterkte steden die hij in de periode 1554-55 ontwierp: eerst Philippeville en dan Hesdinfert en Charlemont. In 1556 was hij op inspectietocht in Gelre, Overijssel en Lingen.
Hij stierf in 1557 en werd begraven in de Sint-Goedelekerk van Brussel. Soms wordt de architect Jacob van Noyen als zijn zoon beschouwd, maar waarschijnlijk was het een neef.

## Naamvarianten
De familienaam van de architect wordt ook gegeven als Van Noye en Van Oyen. In het Latijn is hij bekend als Sebastianius a(b) Oya, in het Spaans als Bastien d'Oya en in het Italiaans als Sebastiano d'Oya.

## Voetnoten
1. ↑  Zijn geboortejaar wordt in navolging van Schoy vaak foutief als 1493 gegeven, met een reeks onmogelijke attributies tot gevolg.

- Bibliothèque nationale de France: cb10508465n (data)
- LIBRIS: 396317
- Système universitaire de documentation: 200656864
- Virtual International Authority File: 255346086
- WorldCat: E39PBJdRvK6FVWj38H6qpqjwG3